# Neochactas bariensis
Espèce
Synonymes
- Broteochactas bariensis González-Sponga, 1991

Neochactas bariensis est une espèce de scorpions de la famille des Chactidae.

## Distribution
Cette espèce est endémique de l'État d'Amazonas au Venezuela. Elle se rencontre vers Río Negro à 140 m d'altitude au pied du Pico da Neblina.

## Systématique et taxinomie
Cette espèce a été décrite sous le protonyme Broteochactas bariensis par González-Sponga en 1991. Elle est placée dans le genre Neochactas par Soleglad et Fet en 2003.

## Étymologie
Son nom d'espèce, composé de bari[a] et du suffixe latin -ensis, « qui vit dans, qui habite », lui a été donné en référence au lieu de sa découverte, le río Baría.

## Publication originale
- González-Sponga, 1991 : Aracnidos de Venezuela. Escorpiones del tepui La Neblina, Territorio Federal Amazonas, Venezuela (Scorpionida: Chactidae: Buthidae). Boletin de la Academia de Ciencias Fisicas Matematicas y Naturales (Caracas), vol. 51, no 163/164, p. 11-62.